# ATP Challenger Dubrovnik
Das ATP Challenger Dubrovnik (offiziell: Dubrovnik Open) war ein Tennisturnier, das 2004 einmalig in Dubrovnik, Kroatien, stattfand. Es gehörte zur ATP Challenger Tour und wurde im Freien auf Sand gespielt.

## Liste der Sieger

### Einzel
| Jahr | Sieger        | Finalgegner   | Ergebnis  |
| ---- | ------------- | ------------- | --------- |
| 2004 | Edgardo Massa | Tomas Behrend | 6:3, 7:63 |

### Doppel
| Jahr | Sieger                                        | Finalgegner                      | Ergebnis |
| ---- | --------------------------------------------- | -------------------------------- | -------- |
| 2004 | Juan Pablo Brzezicki Martín Vassallo Argüello | Leonardo Azzaro Juri Schtschukin | 6:1, 6:2 |